# Шостак, Андрей Ильич
Андрей Ильич Шостак (10 [21] августа 1759, Крымское ханство — 7 [19] октября 1819, Таврическая губерния или Симферополь) — малороссийский дворянин, полковник по военной и действительный статский советник по гражданской службе, вице-губернатор Тавриды в 1802—1816 годах.

## Происхождение
Шостаки происходили из древнего польского рода, выехавшего в Россию. Дед Андрея Ильича Шостака, Афанасий Шостак начал военную службу в 1716 году значковым товарищем и дослужился до обозного полкового. Его отец Илья Афанасьевич также дослужился до этого звания в 1779 году. За верную службу Афанасию Шостаку были пожалованы земли первым министром и кавалером Александром Меньшиковым. Родные Андрея Шостака со стороны матери Марии также были известными на Украине людьми. Её отцу, полтавскому полковому есаулу Василию Сухому, за службу были пожалованы земли в Черниговской губернии гетманом Иваном Скоропадским.

## Биография
Андрей Ильич Шостак родился в 1759 году. Поступил на службу в Севский пехотный полк сержантом 20 сентября 1773 года. Участвовал в походах в Молдавию, Валахию, Моздок, Коушаны. Был при осаде и взятии Бендер, Ак-Кермена.
В 1789 году — обер-квартирмейстер пехотного полка, премьер-майор, в службе с 1773, в должности с 31 июля 1786, кавалер ордена Святого Владимира 4 степени, чин Генерального штаба.
В 1795 году дослужился до звания полковника и был определён к статским делам. Некоторое время после упразднения Вознесенского наместничества, в котором служил директором домоводства (директор экономии), был не у дел. 13 декабря 1802 года стал вице-губернатором Тавриды и получил чин статского советника. 5 марта 1805 года за усердную службу по устройству ногайцев удостоен ордена Святой Анны 2-й степени. В чине действительного статского советника получил пожизненный пенсион в количестве 1200 рублей в год. В 1816 году по прошению ушел в отставку. Умер в 1819 году.
По исследованиям А. И. Маркевича был похоронен в Симферополе на Первом городском кладбище:
«Особенный интерес представляет (…) кладбище по отношению к погребённым на нём лицам, и в этом отношении значение этого некрополя выходит далеко из рамок истории города Симферополя… … Здесь лежат боевые генералы Гельфрейх, Лаврентьев и др., губернаторы Баранов и Нарышкин, вице-губернаторы Шостак и Браилко (…) и др.»
Прохожий, не страшись, взгляни на гроб сей слезный,
Здесь сокрывается, увы! супруг любезный,
Здесь вечным сном уснул, бесценнейший отец 
Пример смирения, душ добрых образец.
Хотишь ли знать его, прохожий, жизнь, деянья? 
Прочти, прочти сии несложны начертанья. 
Сей муж зла убегал, добро творить любил, 
в нем помощь скорую несчастный находил,
в нем друга верного имела дружба
Полезным быть другим была его вся служба,
Он не был награжден богатством в мире сем,
Но нужде помогал всегда чем мог во всем, 
Никто из знаемых не отходил без пищи. 
Но много выхвалять есть лесть, довольно строк 
Се добродетель спит, беги, беги, порок. 
На месте сем: погребен действительный статский советник
и кавалер Андрей сын Ильин  ШОСТАК. 
Родился 1758-го г. августа 10-го
скончался 1816 года октября 27 дня.
Любезнейшему праху последнее воздаяние от жены и детей.
Могила утрачена при сносе кладбища в 1930-е годы.
Владения семьи Шостак-Рудзевич находились в Феодосийском уезде на даче Кильсе-Мечеть — 4800 десятин, в Евпаторийском — 2000 десятин, Перекопском — 1000 десятин, в Симферопольском уезде в Сарабузе фруктовый сад и мельница.

## Семья и потомки

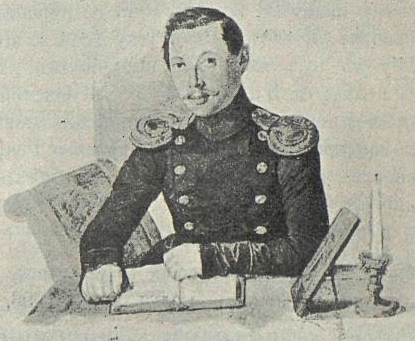
Сын Андрей Андреевич Шостак в бытность пажом. Акварель художника Яцевича.

- Сын Андрей Андреевич Шостак в бытность пажом. Акварель художника Яцевича.Жена Елизавета Яковлевна в девичестве Рудзевич, дочь Якуб-аги Рудзевича, 1775 года рождения.
- Старший сын Александр родился в 1804 году, Яков в 1813 году, Андрей родился 1815 года. Ещё был сын и пять дочерей.
- Сын — Александр Андреевич Шостак — наказный атаман Дунайского казачьего войска, к концу службы достиг звания генерал-майора. Служил полицмейстером в Одессе, где имел постоянное место жительства. В Крыму у него также имелись владения, как и у жены Терезы Петровны Ланг. Дача Куру-Узень числилась за ней до её кончины, а затем перешла сыну Петру Александровичу Шостаку.
- Сын — Андрей Андреевич Шостак (8 декабря 1815—1876) — русский генерал-лейтенант, участник Крымской войны.
- Внук — Михаил Александрович Шостак (1847 — 23 января 1911) начальник Кавказского горного управления, горный инженер, действительный статский советник.
- Внук — Пётр Александрович, родился в 1839 году. Окончил институт корпуса горных инженеров. В 1857 году был произведен в поручики и назначен на службу в Луганский завод. Участвовал в устройстве нового чугунно-литейного завода в Бахмутском уезде. За отличие по службе произведен в 1861 году в штабс-капитаны. Занимался также вопросами изучения соляных промыслов Новороссийской губернии, исследованием трассы строящихся железных дорог на юге России, был произведён в капитаны. В связи с реорганизацией Корпуса Горных Инженеров в гражданское ведомство 10 ноября 1867 года из капитанов переименован в надворного советника со старшинством. За усердную службу пожалован орденом Святого Станислова 2-й степени в 1871 году. Был откомандирован для устройства соляных промыслов на Куяльницком и Хаджибейском лиманах. Впоследствии прикомандирован в качестве техника по соляной части к Управлению Государственными Имуществами Херсонской и Бессарабской губерний. Дослужился до звания действительного статского советника[1].